# Præsidentvalget i Venezuela 2024
|  | Denne artikel beskriver en fremtidig begivenhed Denne artikel eller sektion handler om planlagt eller forventet fremtidig begivenhed. Der kan forekomme spekulativ information, og indholdet kan ændres dramatisk når begivenheden nærmer sig og mere information bliver tilgængelig. |

Præsidentvalget i Venezuela 2024 foregår 28. juli 2024, hvilket er flere måneder tidligere end forventet. Den siddende præsident Nicolas Maduro stiller op til sin tredje periode i træk. Hans primære modstander María Corina Machado (en), der i efteråret 2023 vandt oppositions præsidentkandidatsvalg med over 90% af stemmer, er blevet udelukket fra politiske poster i 15 år pga. anklager om økonomiske forseelser, hvilket hun benægter. Andre kandidater skal melde sig senest 25. marts.